# Алые паруса (фильм)
«А́лые паруса́» — советский художественный фильм 1961 года в постановке Александра Птушко, ставший первой полнометражной звуковой экранизацией одноимённой повести-феерии Александра Грина. Роль Ассоль стала кинодебютом шестнадцатилетней московской школьницы Анастасии Вертинской.
Широкоэкранная версия вышла в прокат 7 июня 1961 года, обычная — 21 августа. Кинолента собрала 22,6 миллионов зрителей, став одним из лидеров советского проката.

## Сюжет
В маленькой приморской деревушке Каперне живут отставной моряк Лонгрен и его юная дочь Ассоль. Старый матрос мастерит игрушечные кораблики и еле сводит концы с концами. Несмотря на нищету, Ассоль растёт очень доброй, мечтательной и чистой душой.
Как-то раз некий старик, бродячий сказочник, проходивший через Каперну, рассказывает Ассоль чудесную сказку о будущем: однажды наступит день и в море появится красивый корабль с яркими алыми парусами. С него сойдёт прекрасный принц и увезёт Ассоль («и моего Лонгрена», сразу же добавляет она) в чудесные заморские страны, где все они будут счастливы. Трактирщик, услышавший эту историю и жестоко высмеявший Ассоль, обожает рассказывать об этом каждому новому посетителю. В результате над ней смеётся вся деревня; любимая забава местных мальчишек — крикнуть: «Смотри, Ассоль, алые паруса!» и потом потешаться над девушкой.
Артур Грей вырос в богатой и знатной семье, в старинном графском замке, но с детства бредил морем; в конце концов он сбежал из дома и нанялся юнгой на парусник, уходивший в дальние страны. Прошли годы, Грей возмужал, многому научился, прошёл через массу испытаний и стал самым уважаемым из молодых капитанов. Отцовское наследство дало ему полную материальную независимость, он сам — полноправный хозяин корабля, которым командует.
Однажды на стоянке в незнакомом порту, уплыв с весёлым матросом Летикой на рыбалку и гуляя по берегу, он увидел под соснами прекрасную спящую девушку, а потом в местной таверне услышал её историю и сразу же отправился в порт закупать ярко-красную ткань - две тысячи квадратных метров.
По мнению старшего помощника, беспошлинный ввоз в любой порт огромного количества первоклассного алого шёлка под видом шапки парусов над их трёхмачтовым «Секретом» — блистательная идея контрабанды.
Однажды Ассоль видит, как из морской дымки вырастает алый корабль. Девушка сначала не может поверить, но бежит в гавань Каперны, где уже собрались жители деревушки, где её ждут с удивлением и восторгом. Отошедшая от корабля шлюпка плывёт к девушке, вбежавшей в воду, а прекрасный принц зовёт её по имени.
«Чудеса надо делать своими руками!», — провозглашает Грей уже на палубе своего «Секрета», представляя команде свою невесту.

## В фильме снимались
- Анастасия Вертинская — Ассоль (озвучила Нина Гуляева)
- Василий Лановой — Артур Грей, капитан
- Лена Черемшанова — Ассоль (в детские годы)
- Саша Лупенко — Артур Грей (в детские годы)
- Иван Переверзев — моряк Лонгрен, отец Ассоль
- Сергей Мартинсон — Филипп, угольщик
- Николай Волков — Эгль, сказочник
- Сергей Ромоданов — капитан Гоп
- Олег Анофриев — Летика, матрос парусника «Секрет»
- Павел Волков — Польдишок, смотритель винного погреба в замке Грей (в титрах — И. Волков)
- Александр Хвыля — Меннерс-старший, трактирщик в Каперне
- Григорий Шпигель — Меннерс-младший, сын Меннерса-старшего
- Анна Орочко — соседка
- Антонина Кончакова — Мери, мать Ассоль
- Павел Массальский — граф Лионель Грей, отец Грея
- Зоя Фёдорова — гувернантка
- Наталия Орлова — Бетси, служанка в замке Грей
- Эммануил Геллер — Циммер, бродячий музыкант
- Алексей Алексеев — Пантен, помощник капитана парусника «Секрет»
- Иван Мочалов — Атвуд, боцман парусника «Секрет»

В эпизодах
- Владимир Тягушев — нищий
- Даниил Нетребин — Джим, слуга в замке Грей
- Джемма Фирсова — графиня Лилиан Грей, мать Артура Грея
- Виктор Колпаков — продавец игрушек
- Евгений Моргунов — полицейский в Зурбагане

В титрах не указаны
- Ирина Аксёнова — женщина с птицей в корзине*

- Борис Новиков — художник в замке Грей
- Виктор Хохряков — Сандро, трактирщик в Зурбагане
- Геннадий Юхтин — углежог

## История создания
Режиссёр Александр Птушко взялся за произведение Александра Грина на переломе эпох, в годы начавшейся в стране «хрущёвской оттепели», когда перемена политического климата в середине пятидесятых годов означала и смену эстетического стиля.

… теперь на пути режиссёра встало новое испытание: ему предстояло поставить картину на основе повести ранее опального, а ныне реабилитированного писателя Александра Грина.
 «Алые паруса» как литературный первоисточник были совершенно отличны от всего, с чем приходилось работать Птушко раньше. Гриновский стиль был далёк от монументальности и народной героики.
— Наталья Орищук, «Кинематографическая репрезентация творчества Грина в СССР» 2006
На роль Артура Грея пробовались Александр Белявский и Олег Стриженов, но окончательный выбор пал на актёра Театра имени Вахтангова Василия Ланового, знаменитого в то время своими романтическими театральными ролями.
 Исполнительницу роли Ассоль первоначально Птушко видел тоже совершенно иначе — традиционной русской красавицей в стиле Тамары Макаровой или Аллы Ларионовой, с которыми он работал в прежних «былинных» картинах. Таковой была утверждённая им молодая молдавская актриса, но с режиссёром были несогласны операторы и художник.

…однажды мы чуть не поссорились. Мы по-разному представляли себе главную героиню — Ассоль. Я настаивал на Насте Вертинской и даже в своих эскизах использовал её образ. В конце концов набрался смелости и заявил: «Если героиня будет не такая, я уйду с картины». Рассудил нас худсовет, сделав выбор в пользу Вертинской.
 …будучи непревзойдённым мастером комбинированных съёмок, Птушко хотел и «Алые паруса» насытить спецэффектами, фантазиями, а мы с операторами этого боялись. Все эти выдумки могли разрушить гриновскую драматургию. И Александр Лукич к нам прислушивался, он не был упрямым, что и спасло фильм.
— Леван Шенгелия, «Газета.Ru» 19 апреля 2005
Натурные съёмки проходили в Алупке, Коктебеле, Ялте, Пицунде и Баку (комбинированные съёмки на бассейне). Для съёмок в Крыму были привлечены баркентина «Альфа» и парусник «Товарищ».

## Съёмочная группа
- Авторы сценария:

- Александр Юровский
- Алексей Нагорный

- Режиссёр-постановщик: Александр Птушко
- Операторы-постановщики:

- Геннадий Цекавый
- Виктор Якушев

- Главный художник: Леван Шенгелия
- Композитор: Игорь Морозов
- Звукооператор: Мария Бляхина
- Режиссёр: Г. Левкоев
- Художник по костюмам: Ольга Кручинина
- Художник-декоратор: Александр Макаров
- Художник-гримёр: А. Дубров
- Комбинированные съёмки:

- оператор: Александр Ренков
- художник: Зоя Морякова

- Директор картины: И. Харитонов
- Оркестр Управления по производству фильмов
  - Дирижёр: Семён Сахаров

## Технические данные
Фильм, как многие советские широкоэкранные фильмы того периода, был снят в двух вариантах — широкоэкранном и обычном.

## Оценки
С лёгкой руки режиссёра Птушко в советскую культуру прочно вошла визуальная эмблема Грина: волны и парусник. Однако создав подобный внешний стереотип, Птушко также совершил скрытый идеологический перевод «скрипичного» языка Грина, его пронзительной и светлой лирики, на монументальную оптимистическую речь труб и фанфар. Этот перевод был осуществлён целиком в духе времени и традиции, частью которой был сам режиссёр.
— Наталья Орищук, «Кинематографическая репрезентация творчества Грина в СССР» 2006

Помимо введения в картину понятия классовости, создатели фильма также изменили изначальный гриновский жанр «феерии», переведя его в плоскость привычной сказки-былины сталинского образца.
— Ричард Тейлор, «Пейзаж сталинизма: искусство и идеология советского пространства» 2003